# Бондарєва Людмила Василівна
Людми́ла Васи́лівна Бо́ндарєва (* 22 червня 1950, Харків) — український фармацевт, методист, педагог.

## Життєпис
1972 року закінчила Харківський фармацевтичний інститут, працює фармінспектором аптечного управління Харківського облвиконкому.
З 1974 — заступник завідувача аптеки № 303 в Харкові, у 1976 році — заступник начальника організаційно-фармацевтичного відділу аптечного управління Харківського облвиконкому.
1978 року очолює організаційно-фармацевтичний відділ та одночасно працює заступником начальника Харківського обласного виробничого об'єднання «Фармація».
1995 року очолює Харківську обласну державну інспекцію з контролю за фармацевтичною діяльністю і якістю лікарських препаратів.
Починаючи 1997 роком працює начальником Державної інспекції з контролю якості лікарських засобів у Харківській області.
З 2009 року працює в Інституті підвищення кваліфікації спеціалістів фармації Національного фармацевтичного університету старшим викладачем кафедри якості, стандартизації та сертифікації ліків.
В науковій царині займається:
- методами розроблення та впровадження системи контролю якості фармацевтичних препаратів й механізму виявлення фальсифікованих ліків на території Харківської області,
- розробила та запропонувала модель взаємодії Держінспекції з митною службою щодо боротьби з фальсифікованими ліками,
- проводила підготовку та організувала інформаційно-методичну роботу і впровадила контроль за роботою суб'єктів господарської діяльності на території Харківської області.

Є співавторкою стандартів з акредитації аптечних закладів.
Загалом є авторкою та співавторкою до 250 наукових та науково-методичних праць, з них — 220 інформаційних бюлетенів МОЗ України, 15 методичних рекомендацій, 3 інформаційні листи.

## Відзнаки та нагороди
- почесне звання Заслужений працівник охорони здоров'я України,
- знак «Відмінник охорони здоров'я»,
- Почесна грамота МОЗ України,
- Почесна грамота Фармацевтичної асоціації України,
- Почесна грамота Харківської облдержадміністрації,
- Почесна грамота Харківської обласної ради,
- Почесна грамота громадської організації «Харківська обласна асоціація фармацевтичних працівників»,
- Подяка Кабінету Міністрів України,
- цінним подарунок (годинник) від Президента України,
- диплом та відзнака «Панацея»,
- диплом «Лауреат конкурсу „Ділова жінка України“» — 1999,
- медаль «Ділова людина України» — 2001,
- нагрудний знак "Лауреат регіонального рейтингу «Харків'янин року — 2001»,
- Почесне звання «Лідер України» й нагрудний знак — 2003.

## Праці
- 1999 — «Тестування стандартів акредитації аптечних закладів: методичні рекомендації»,
- 1999 — «Про порядок проведення інвентаризації, ідентифікації, сортування, перезатарювання, транспортування та знищення неякісних лікарських засобів, що не можуть бути утилізовані, та таких, у яких закінчився термін придатності: інструкція.» — у співавторстві,
- 2007 — «Аналіз порушень вимог ліючого законодавства України, регламентуючого фармацевтичну діяльність та контроль якості лікарських засобів, виявлених в аптечних закладах й оптових фірмах по результатах інспектування: методичні рекомендації», у співавторстві,
- 2010 — «Методичні рекомендації по виявленню та вилученню з обігу фальсифікованих та субстандартних лікарських засобів».